# Öffa-Wechsel
Der Öffa-Wechsel oder Arbeitsbeschaffungswechsel, benannt nach der Deutschen Gesellschaft für öffentliche Arbeiten AG (Öffa), war ein 1932 geschaffenes Finanzinstrument der Reichsregierung zur Kreditbeschaffung für staatliche Bauvorhaben und später für Arbeitsbeschaffungsmaßnahmen. Nach dem gleichen Muster wurden später die Mefo-Wechsel konzipiert.
Im Mai 1932 wurden die Öffa-Wechsel vom Kabinett Brüning II im Einvernehmen mit dem Präsidenten der Reichsbank Hans Luther geschaffen. Die Öffa finanzierte mit diesen Wechseln Aufträge der Öffentlichen Hand. Es handelte sich bei dieser am 1. August 1930 gegründeten Gesellschaft um eine Scheinfirma ohne ausreichendes Eigenkapital. Unternehmen, die öffentliche Aufträge zur Arbeitsbeschaffung ausführten, zogen Wechsel auf die Öffa. Die Reichsbank rediskontierte die Wechsel. Die Öffa brachte Wechsel von insgesamt 1,26 Milliarden Reichsmark in Umlauf. Die Laufzeit der Wechsel lag zwischen 3 Monaten und 5 Jahren. Entsprechend ihrer Laufzeit sollten die Wechsel in späteren Haushaltsjahren beglichen werden.
Diese Form der Geldschöpfung, die einer Ausweitung der Geldmenge entsprach, erlaubte das Verdecken öffentlicher Schulden, weil sie in den Haushalten nicht auftauchte. Durch die Weltwirtschaftskrise war das Ausgleichen der Haushalte sehr wichtig geworden. Defizitäre Staatshaushalte führten in dieser Krise zu einer Abwertung der Währung und zu ungünstigen Bedingungen auf den internationalen Finanzmärkten.
Eine zeitweise Ausweitung der Inflation war in dieser konjunkturellen Phase (Deflation) zwar nicht an der Tagesordnung, wurde aber befürchtet, und deswegen stimmte Hans Luther lediglich einem geringen Volumen zu. Das Kabinett Papen rediskontierte aufgrund einer Notverordnung vom 14. Juni 1932 Öffa-Wechsel im Wert von 135 Millionen Reichsmark, zögerte jedoch, diese in größerem Umfang einzusetzen.
Das Kabinett Schleicher beschloss eine Ausweitung der Öffa-Wechsel. Sie konnten nun außer auf die Öffa auch auf weitere öffentliche Kreditinstitute (so z. B. 1 Milliarde Mark auf die Deutsche Verkehrskreditbank) gezogen werden. Reichsbankpräsident Hans Luther war ein Gegner dieser Form der Geldschöpfung und wurde am 16. März 1933 abgelöst. Mit Hilfe der Mefo-Wechsel seines Nachfolgers Hjalmar Schacht wurde dieses Vorfinanzierungsverfahren ab 1934 von der Regierung Hitlers in großem Umfang genutzt.